# Стронгилодон крупнокистевой
Стронгилодон крупнокистевой (лат. Strongylodon macrobotrys) — растение семейства Бобовые, вид рода Стронгилодон, произрастающее в диком виде в тропических лесах Филиппинских островов. Растение часто культивируется в тропических и субтропических странах как декоративное.

## Биологическое описание
Крупная лиана с одревесневающим стеблем длиной до 20 м и более. Листья тройчатые, гладкие.
Цветки размером 7-12 см, собраны в крупные кисти до 90 см длиной по нескольку десятков (до ста штук). Окраска цветков напоминает сильно разведённый раствор бриллиантовой зелени. Растение опыляется летучими мышами.
Плод — боб длиной до 5 см.